# Landschaftsschutzgebiet Radsiekbach

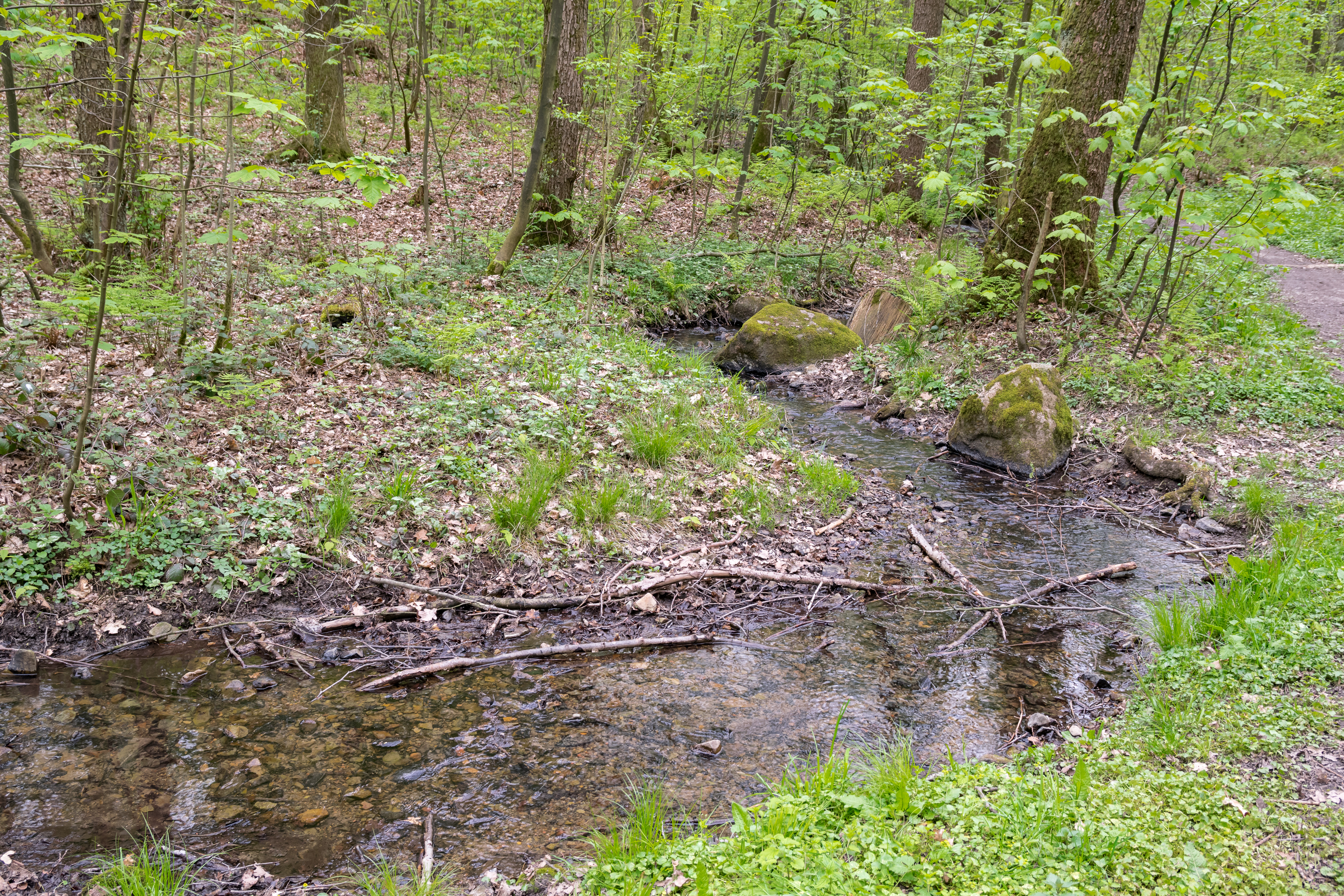
Landschaftsschutzgebiet Radsiekbach

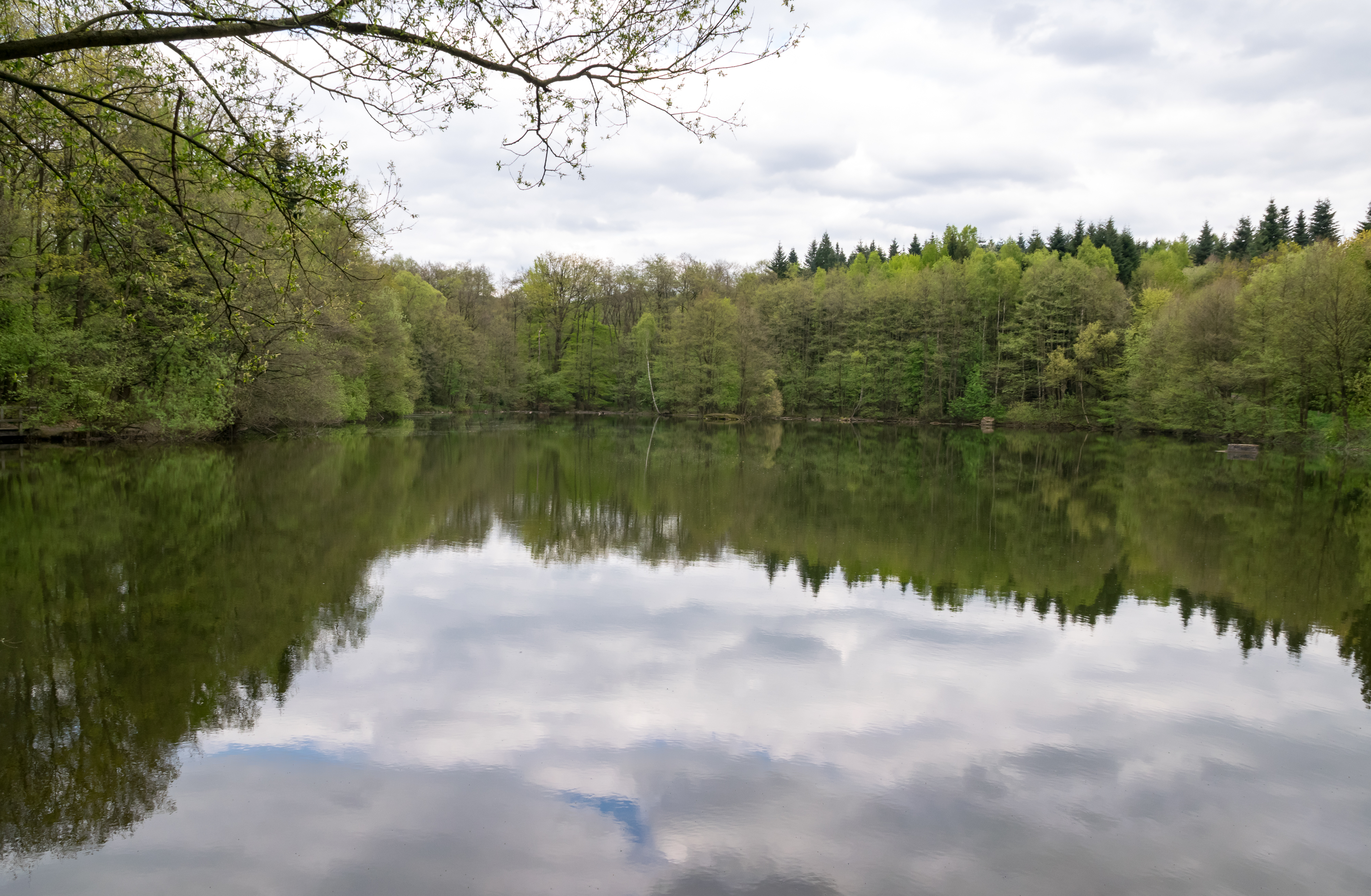
Försterteiche

Das Landschaftsschutzgebiet Radsiekbach mit 48 ha Flächengröße liegt im Stadtgebiet von Lemgo. Es wurde 2009 mit dem Landschaftsplan Lemgo durch den Kreistag des Kreises Lippe als Landschaftsschutzgebiet (LSG) ausgewiesen. Das Schutzgebiet besteht aus zwei Teilflächen. Die Bundesstraße 238 teilt das Schutzgebiet. Mehrere Straßen verlaufen durch das Gebiet. Im Westen und Süden grenzt direkt die Bebauung von Lemgo an.

## Beschreibung
Das LSG umfasst einen etwa den 3 km langen naturnahen Radsiekbach mit seinen Quellzuläufen und Auenbereich bis kurz vor der Mündung in die Ilse. Der Radsiekbaches läuft durch vier künstlichen Försterteiche. In zwei der kleinen Teiche gibt es Schwimmblatt- und verlandungsvegetation. Die Bachoberläufe sind naturnah und mäandrierend. Bachbegleitend stehen Erlen-Eschenwäldern. Am Bach gibt es auch Steilufer. Nordwestlich der Försterteiche stockt ein totholzreicher Erlenbruchwald. Am unteren Bachlauf liegen zahlreiche brachgefallene, teilweise vom Bach durchflossene Teiche. Westlich der Bundesstraße 238 wird der Bachlauf von einer landschaftsprägenden Kopfbaumreihe besäumt. Südlich des Radsiekbaches liegt Grünland im Schutzgebiet. Eine Baumreihe steht auf der südlichen Grenze. Nördlich des Baches liegen Magergrünlandreste. Am Nordrand steht eine Hecke. Die Hecke besteht hauptsächlich aus Schlehdorn.

## Schutzzwecke für das LSG
Laut Landschaftsplan erfolgte die Ausweisung des LSG
- „zur Erhaltung und Wiederherstellung der Leistungsfähigkeit des Naturhaushaltes in ökologisch besonders wertvoll strukturierten Bereichen mit Wasser-, Klima- und Biotopschutzfunktionen,“
- „zur Erhaltung und Wiederherstellung von Quellbereichen und naturnahen Fließgewässern, Wald- und Grünlandbereichen unterschiedlicher Feuchtestufen, Feldgehölzen, Hecken und Obstwiesen,“
- „zur Erhaltung morphologisch ausgeprägter Bereiche zur Sicherung der landschaftlichen Eigenart und Vielfalt für die Erholung,“
- „zur Erhaltung wertvoller Biotopkomplexe aus Wald-Grünlandbereichen, Fließgewässern und Quellen sowie Biotopen nach § 62 LG mit wichtigen Refugial-, Puffer-, Trittstein- und Vernetzungsfunktionen,“
- „zur Erhaltung und Wiederherstellung wichtiger Rückzugsräume für die bedrohte Tier- und Pflanzenwelt,“
- „zur Sicherung der das Orts- und Landschaftsbild gliedernden und belebenden und die dörflichen Siedlungsstrukturen prägenden Freiraumelemente.“[1]

## Rechtliche Vorschriften
Im Landschaftsschutzgebiet ist unter anderem das Errichten von Bauten und Fischteichen verboten. Grün- und Brachland darf nicht in eine andere Nutzungsart umgewandelt oder umgebrochen werden.